# Резолюція
Резолю́ція —(лат. resolutio — розв'язання, від resolvere — розв'язати, вирішити) документ, що фіксує рішення, постанову. Найчастіше резолюцію ухвалюють на зборах, нарадах, з'їздах, конференціях; її вміщують у кінці протоколу або пишуть окремо і додають до нього.
Також цим терміном може називатися письмова вказівка керівника виконавцю про характер, форму та термін виконання документа.
Елементами зазначеного реквізиту є скорочене найменування установи — одержувача документа, реєстраційний індекс, дата (у разі потреби — година і хвилини) надходження документа.
Складається з таких елементів:
- Прізвище виконавця;
- Зміст дій;
- Термін виконання;
- Дата прийняття резолюції;
- Особистий підпис керівника.

Резолюція розміщується на площі реквізиту «адресат» або на іншій вільній площі листа.